# هیو مارلو
هوگو مارلو (انگلیسی: Hugh Marlowe؛ ۳۰ ژانویهٔ ۱۹۱۱ – ۲ مهٔ ۱۹۸۲) هنرپیشه اهل ایالات متحده آمریکا بود.
از فیلم‌هایی که وی در آن نقش داشته است، می‌توان به همه چیز درباره ایو، روزی که دنیا از حرکت بازماند، به اصطبل بیا، پرنده باز آلکاتراز، خانم پارکینگتون، مرا در خیابان لوییس ملاقات کن و غیرقانونی اشاره کرد.